# أركيوسيراتوبس
الأركيوسيراتوبس (الاسم العلمي: Archaeoceratops)، (تعني: "قرني الوجه القديم")، هو جنس من ديناصورات السيراتوبسياتيَّات الحديثة القاعدية التي عاشت خلال فترة الطباشيري المبكر (مرحلة الأبتي) في شمال وسط الصين. يبدو أنها كانت ثنائية الحركة ذات قدمين صغيرتين جدًا (بطول متر واحد تقريبًا) وبرأس كبير نسبيًا. وعلى عكس العديد من السيراتوبسيات اللاحقة، فلم تكن لديها قرون، بل كانت تمتلك فقط زخرفة عظمية صغيرة في مؤخرة رأسها.